# Duarte Júnior (1986)
Hildelis Silva Duarte Junior, conhecido por Duarte Júnior (Rio de Janeiro, 15 de setembro de 1986), é um advogado, professor universitário e político brasileiro filiado ao Partido Socialista Brasileiro (PSB). Nas eleições de 2018, foi eleito deputado estadual pelo Maranhão. Em 2022, tornou-se deputado federal pelo Estado.

## Biografia
Duarte Junior nasceu no dia 15 de setembro de 1986, na cidade do Rio de Janeiro, capital do estado do Rio de Janeiro. Aos cinco anos, mudou-se para São Luís, capital do Maranhão, onde iniciou a sua vida acadêmica e profissional. Seus pais, Hildélis Duarte e Edna Mazoro, se casaram em São Luís, no ano de 1986, na Igreja de São João Batista, na Rua da Paz, mesma igreja em que Duarte Junior foi batizado no seu aniversário de um ano, em 1987. Depois de alguns anos morando no Rio, fixou moradia em São Luís aos cinco anos.

### Como apresentador infantil
Entre 2002 e 2004, Duarte fez parte do elenco do programa infantil Bianca & Cia, atração local apresentada por sua irmã caçula, Bruna Bianca Duarte. No programa, Duarte interpretava o personagem Choquito, mais tarde rebatizado de Xoquitox. O mascote seguia os moldes do personagem Chiquinho, vivido pelo ator Edílson Oliveira nos programas da apresentadora Eliana.
Duarte gravou três faixas do primeiro álbum de estúdio de Bianca, na voz de Xoquitox e em sua própria. Em resposta a uma usuária no Twitter em sua conta oficial, Duarte afirmou jamais ter se envergonhado do personagem, cuja renda lhe permitiu custear os estudos.

## Carreira acadêmica
Duarte Jr formou-se em 2009, no curso de Direito pela Universidade Ceuma, com especialização em Direito Processual Civil pela Universidade Anhanguera em 2011. Obteve seu mestrado em Políticas Públicas pela Universidade Federal do Maranhão (UFMA) defendida em 2016. É pós-graduado em Gestão Pública pela Universidade Estadual do Maranhão (UEMA), obtida em 2019 e professor da graduação em Direito da Universidade Ceuma.
Anteriormente, foi coordenador e professor do curso de especialização em Direito do Consumidor da Universidade Ceuma e professor visitante do Departamento de Saúde Pública da Universidade Federal do Maranhão. Em 2019, foi aprovado no seletivo do curso de doutorado em Direito Constitucional pelo Instituto Brasiliense de Direito Público.
Em dezembro de 2022, concluiu o doutorado em Direito Constitucional, no IDP Brasília com o tema "O acesso à Educação Básica para pessoas com deficiência na rede de ensino pública municipal de São Luís/MA".

## Carreira jurídica
Duarte Jr é advogado inscrito na OAB/MA. Atua com docência no ensino superior e tem experiência em assessoria jurídica de órgãos públicos da prefeitura. Entre 2011 e 2013, foi coordenador da Escola Superior de Advocacia da OAB/MA. Desde 2013, é vice-presidente da Comissão de Direito à Saúde da OAB/MA.

## Carreira política
Foi filiado ao Partido Comunista do Brasil (PCdoB) e ao Republicanos, estando atualmente filiado Partido Socialista Brasileiro (PSB). Nas eleições municipais de 2020 foi candidato à Prefeitura de São Luís, disputando o segundo turno com Eduardo Braide.

### Prefeitura de São Luís
Em 2013, foi chefe de assessoria jurídica do Hospital Municipal Djalma Marques.

### PROCON/VIVA
Em 2015, assumiu a presidência do Instituto de Proteção e Defesa do Consumidor (Procon) e Viva. Sua atuação lhe rendeu uma grande popularidade devido à satisfação dos usuários com os serviços prestados pelo Procon. Em março de 2018, deixa a presidência do órgão para disputar uma vaga na Assembleia Legislativa.

### Assembleia Legislativa do Estado do Maranhão
Em 2018, Duarte foi eleito deputado estadual do Maranhão com 65.144 votos, sendo o mais bem votado de toda a história de São Luís e o terceiro mais bem votado no estado. Apoiou Flávio Dino (PCdoB) ao governo do estado. Durante sua campanha, Duarte se empenhou com uma postura jovem, inovadora e carismática. Dentre suas principais propostas, estão a defesa do direito do consumidor, a educação de tempo integral e os direitos dos animais.
Em 2019, anunciou um processo seletivo para preenchimento de quatro vagas, em seu gabinete. Duarte foi o primeiro deputado estadual a realizar um seletivo público para o quadro de cargos, na Assembleia Legislativa. Em fevereiro do mesmo ano, assumiu a presidência da Comissão de Direitos Humanos e Minorias e a vice-presidência da Comissão de Segurança Pública.

## Desempenho em eleições
| Ano  | Eleição               | Partido      | Coligação | Cargo             | Vice                 | Votos                             | Resultado           |
| ---- | --------------------- | ------------ | --- | ----------------- | -------------------- | --------------------------------- | ------------------- |
| 2018 | Estadual no Maranhão  | PCdoB        | Todos pelo Maranhão 3 (PDT/PCdoB/PSB/PRB/PR/DEM/PP/PTC/Avante)                                                     | Deputado Estadual | -                    | 65.144 (2,23%)                    | Eleito              |
| 2020 | Municipal de São Luís | Republicanos | Resgate o Amor pela Ilha (Republicanos/PL/Avante/Patriota/PTC)                                                     | Prefeito          | Fabiana Vilar (PL)   | 113.430 (22,15%) 216.665 (44,47%) | Não eleito 2º Lugar |
| 2022 | Estadual no Maranhão  | PSB          | - | Deputado Federal  | -                    | 111.019 (2,99%)                   | Eleito              |
| 2024 | Municipal de São Luís | PSB          | Juntos por São Luís (PSB, FE Brasil (PT, PCdoB e PV), Federação PSDB Cidadania, PP, PODE, PRD, UNIÃO, PL e Avante) | Prefeito          | Creuzamar Pinho (PT) | 129.962 (22,56%)                  | Não eleito 2º Lugar |